# Marasanda
Marasanda era el nom hitita d'un riu d'Anatòlia, que correspon al clàssic riu Halis o modern Kızılırmak.
Els kashka de la ciutat de Pishuru al començar el segle xiii aC van ocupar Ishupitta i Daistipassa, a la Terra Alta Hitita, i tot seguit Landa, Marista i algunes ciutats fortificades dels hitites. El rei hitita Hattusilis III no els va poder contenir i els kashkes van continuar avançant al sud creuant el riu Marasanda o Maraššanda i arribant fins a la terra de Kanis (Kanesh).